# Annie Ross
Annie Ross, född Annabelle Allan Short 25 juli 1930 i London, död 21 juli 2020 i New York, var en brittisk-amerikansk skådespelerska och sångerska.

## Roller i urval
- 1967 – Helgonet (TV-serie) (1 avsnitt)
- 1975 – Alfie, älskling
- 1979 – Yanks
- 1983 – Stålmannen går på en krypto-nit
- 1987 – Släng morsan av tåget
- 1990 – Pump Up the Volume
- 1992 – Spelaren
- 1993 – Short Cuts